# گوش‌آهو
گوش‌آهو (نام علمی: Dorcatragus megalotis) نام یک گونه از تیره گاوان است.